# Irianocoris
Irianocoris is een geslacht van wantsen uit de familie van de Miridae (Blindwantsen). Het geslacht werd voor het eerst wetenschappelijk beschreven door José Cândido de Melo Carvalho in 1971.

## Soorten
Het genus bevat de volgende soorten:

- Irianocoris australicus Carvalho, 1983
- Irianocoris carbine Cassis, Cheng & Tatarnic, 2012
- Irianocoris carvalhoi Cassis, Cheng & Tatarnic, 2012
- Irianocoris italae Carvalho, 1971
- Irianocoris schuhi Cassis, Cheng & Tatarnic, 2012